# Nikodem Sylwanowicz
Nikodem Sylwanowicz (ur. 25 grudnia 1843 w Cyncewiczach, zm. 21 maja 1919 w Prenach) – białorusko-litewski malarz i mozaikarz.

## Życiorys
Urodził się w biednej rodzinie chłopskiej. W 1854 roku ukończył szkołę w Mołodecznie. W latach 1856-1863 studiował malarstwo na Cesarskiej Akademii Sztuk Pięknych (m.in. pod kierunkiem Fiodora Bruniego), a w latach 1866-1870 mozaikę tamże. W latach 1870-1899 pracował w Cesarskiej Akademii, gdzie wykładał. W latach 1864-1866 mieszkał w Wilnie, od 1901 roku w Birsztanach, a w końcowym okresie życia w Prenach. W 1876 roku jego obraz eksponowano podczas wystawy światowej w Filadelfii, zaś w 1881 roku artysta został odznaczony Orderem św. Stanisława III klasy.

## Twórczość
Sylwanowicz tworzył obrazy i mozaiki. W swoich dziełach uwieczniał chłopów, członków własnej rodziny, poruszał tematykę domową i religijną. Jego dzieła charakteryzuje naturalizm i brak sztucznych póz i specjalnych efektów. Jego mozaiki znajdują się m.in. w soborze św. Izaaka w Petersburgu, Monasterze Spaso-Jewfimiejewskim w Suzdalu, kościołach Wilna czy Lidy. Jego obrazy eksponowane są w Litewskim Muzeum Narodowym, Narodowym Muzeum Sztuki Republiki Białorusi i muzeach Petersburga.

## Galeria

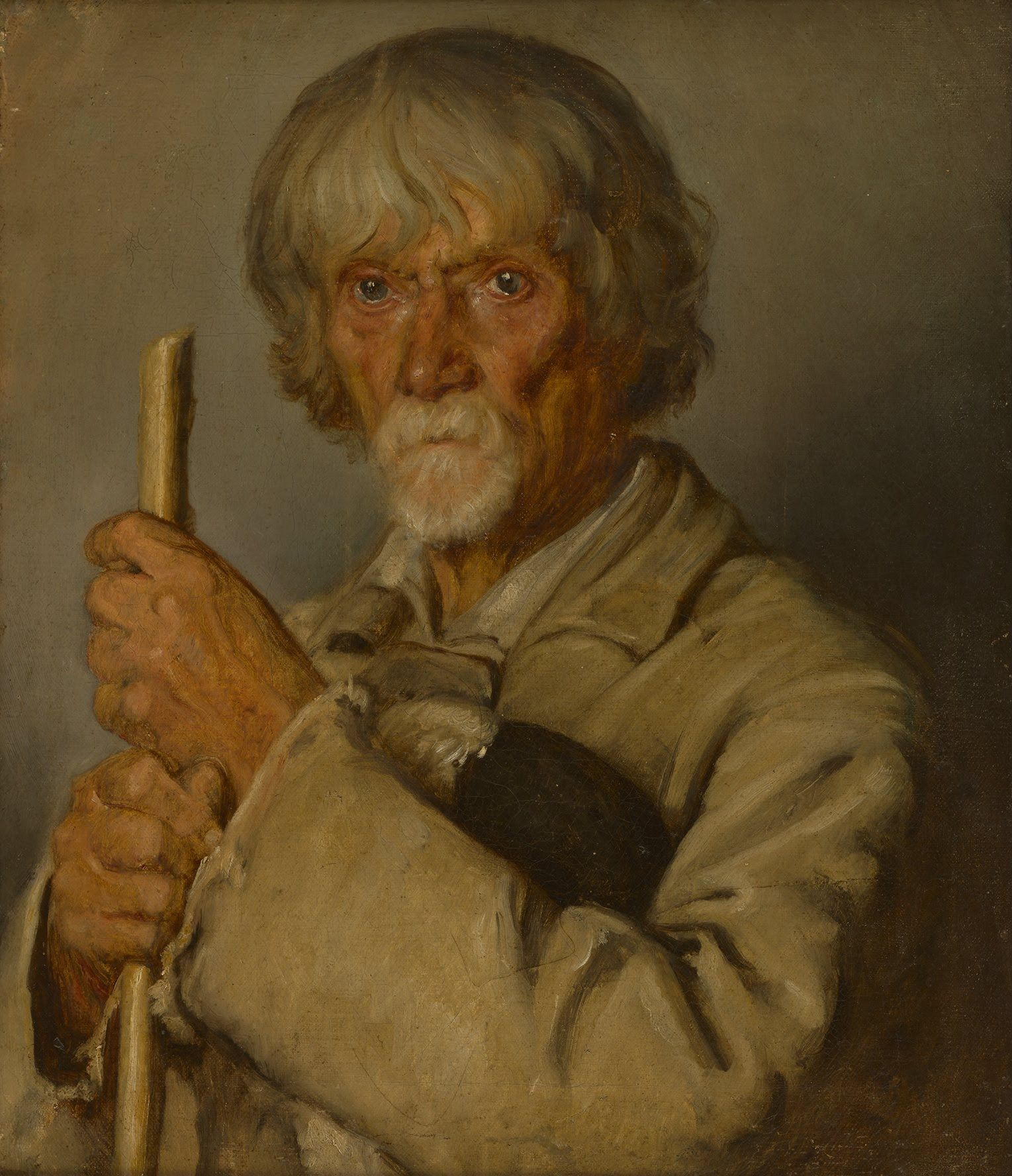
Pasterz ze Święcian
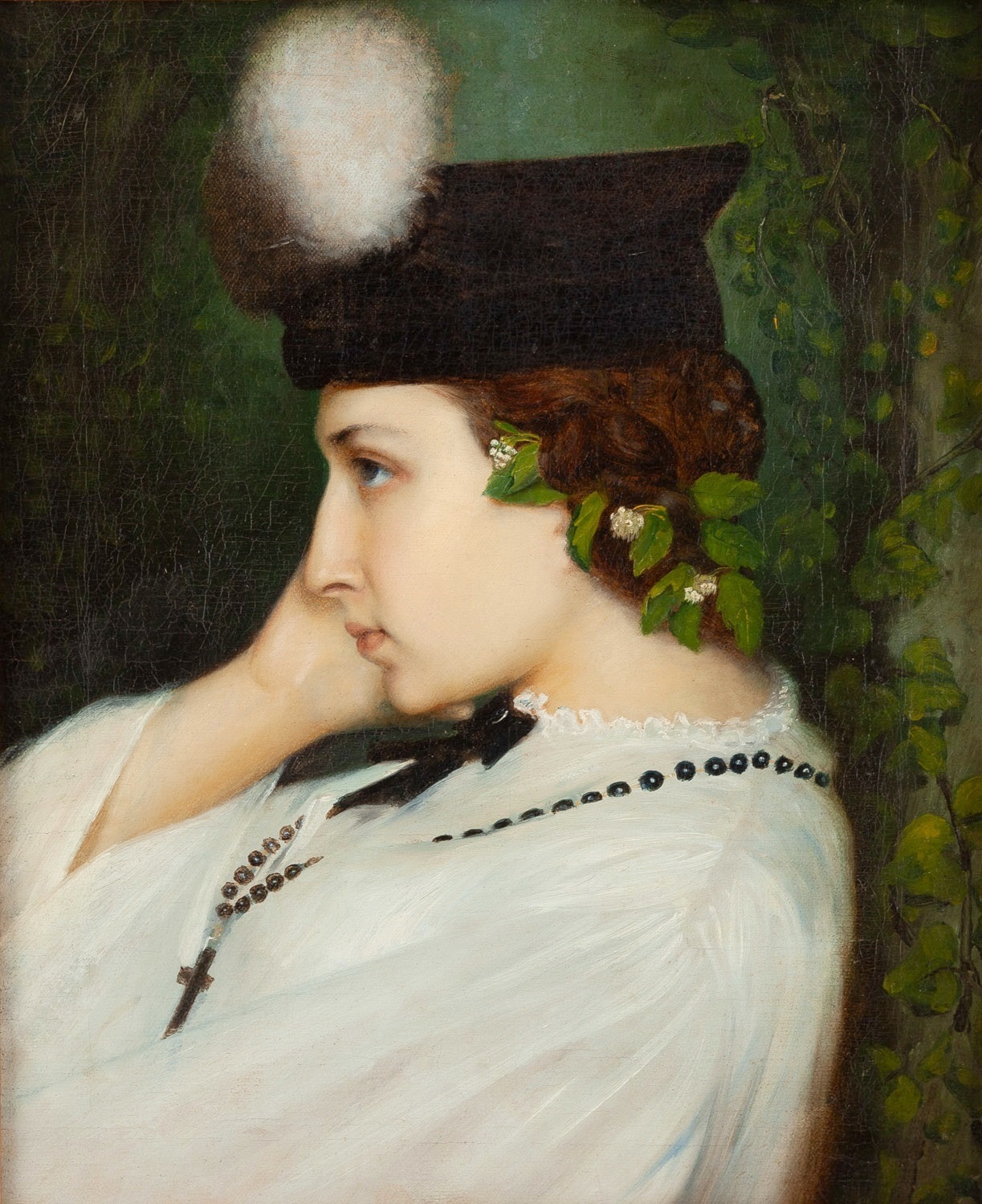
Portret żony artysty w konfederatce
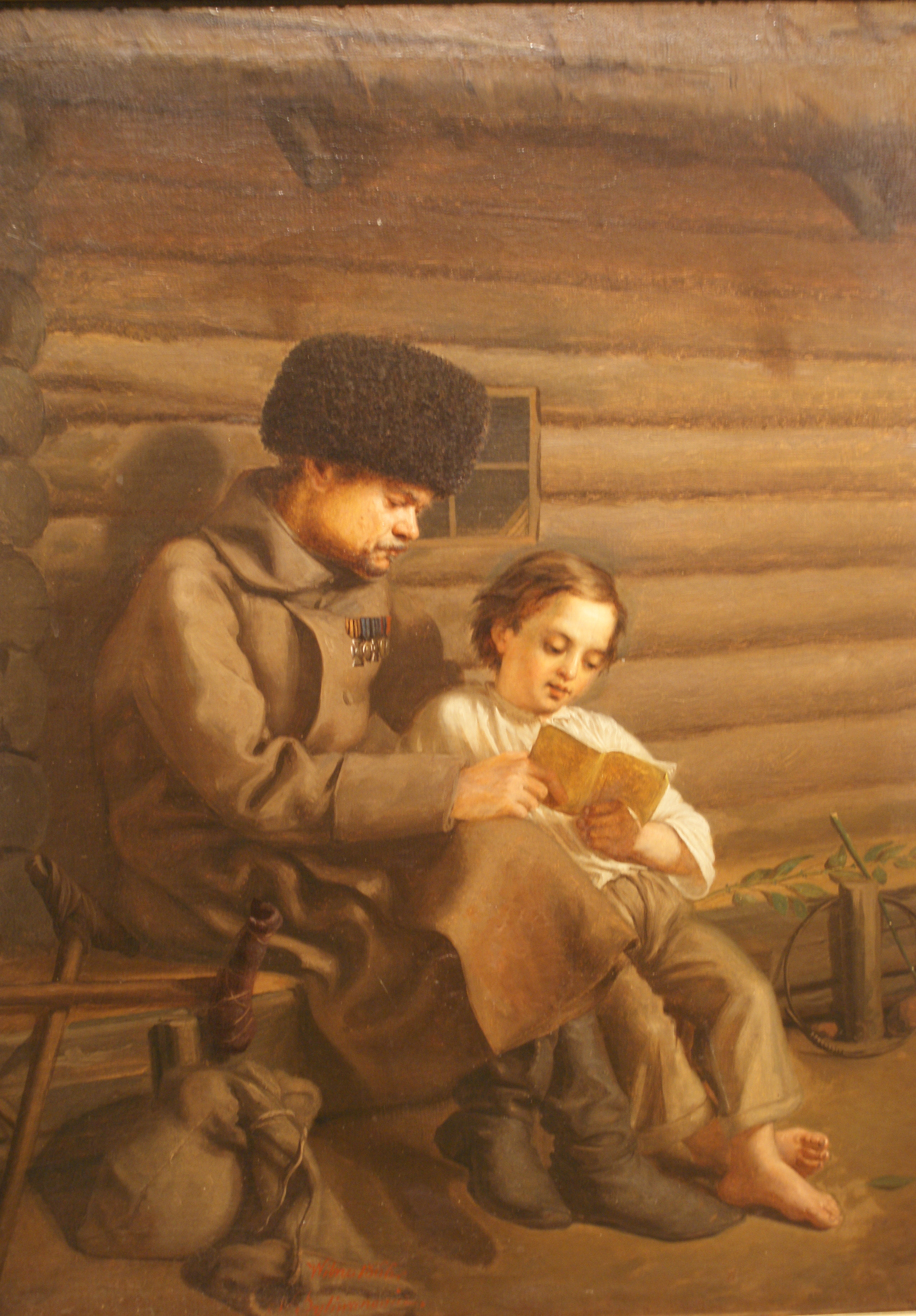
Żołnierz z chłopcem
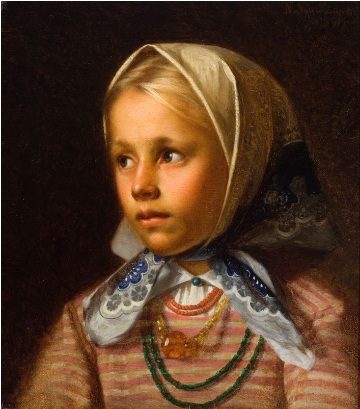
Litwinka z Jezna
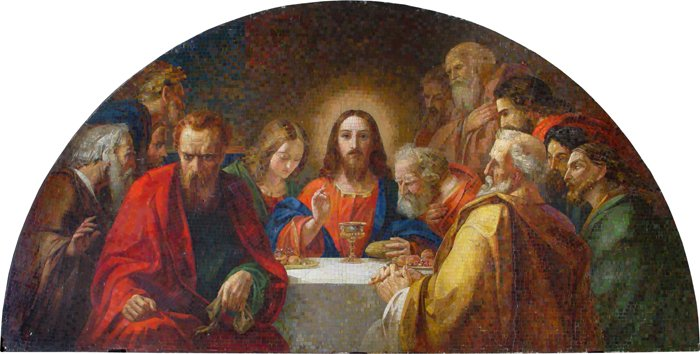
Mozaika przedstawiająca ostatnią wieczerzę z soboru św. Izaaka
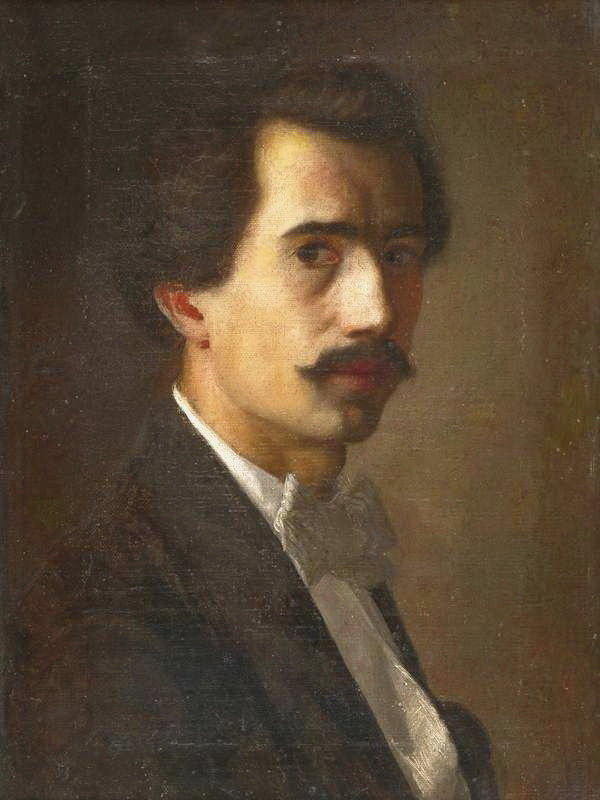
Autoportret